# Hygrobates neooctoporus
Hygrobates neooctoporus är en kvalsterart som beskrevs av Marshall 1926. Hygrobates neooctoporus ingår i släktet Hygrobates och familjen Hygrobatidae. Inga underarter finns listade i Catalogue of Life.